# EVA (plataforma juvenil)
|  | Aquest article tracta sobre la plataforma digital juvenil. Vegeu-ne altres significats a «EVA». |

EVA és una plataforma digital de la Corporació Catalana de Mitjans Audiovisuals amb continguts en obert i adreçat al jovent. Va ser llançada l'any 2023.